# 찰스 A. 비어드

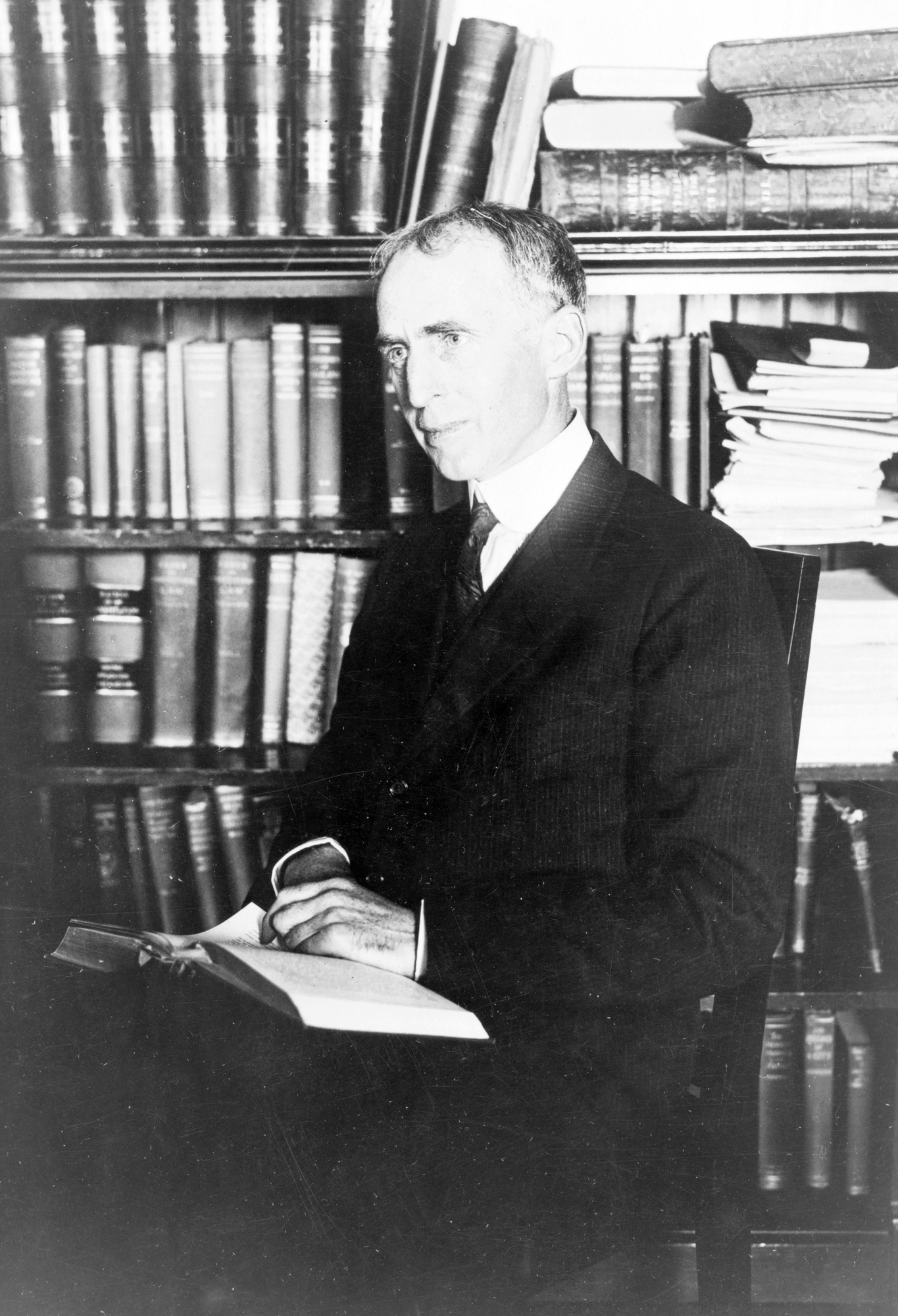

찰스 오스틴 비어드(Charles Austin Beard, 1874년 11월 27일 ~ 1948년 9월 1일)는 20세기 상반기 중에 주로 글을 썼던 미국의 역사가이다.

## 생애
1874년 미국 인디애나 주의 나이츠타운에서 태어났으며, 1948년 코네티컷의 뉴헤이븐(New Haven)에서 사망했다. 그는 역사에서 사회경제적 갈등과 변화가 가지는 역동성을 강조하고, 미국의 여러 제도가 성립되는 과정에 경제적 동기가 개입되었다는 것을 분석했다. 또한 역사 연구에 있어서 객관적인 해석을 중시하는 19세기와 20세기 초의 레오폴트 폰 랑케식 실증주의에 반기를 들고, 현대 역사 연구에서 가장 중요한 학파인 상대주의 학파를 만들었다. 그는 역사 연구에서 절대적인 진리와 완벽한 과거 복원은 불가능하고, 역사가의 주관적인 사관이 필연적으로 개입된다고 했다. 이러한 사관은 20세기의 대표적인 역사관이 되어 20세기 중반 이후 에드워드 카(E. H. Carr)로 이어졌다. 대표적인 저서로, ≪미국 문명의 흥기(The Rise of American Civilization)≫, ≪루스벨트 대통령과 1941년 전쟁의 발발(President Roosevelt and the Coming of War 1941)≫ 등이 있다.